# 恋愛診断
『恋愛診断』（れんあいしんだん）は、2007年（平成19年）7月9日から同年9月24日までテレビ東京で毎週月曜日26：00 - 26：30に放映された、オムニバス・テレビドラマシリーズ。
ボーイズラブ、ティーンズラブ、ガールズラブなどの恋愛をテーマにして1作品3話で構成されたドラマシリーズである。全12話構成。

## 各シリーズタイトル
- 第1章 「翼のカケラ」

美術大学に通う男子学生たちの三角関係。
- 第2章 「サヨナラのメロディ」

実の兄妹である10代の男女を中心にめぐる恋愛模様。
- 第3章 「制服のイブ」

女子校に通う少女たちの物語。
- 第4章 「運命のコドウ」

病院を舞台に展開する医師と患者の少年を中心とした人間模様。

## キャスト
第1章 （主な人物3名）
- 天野翼：柳下大
- 藤波カイン：寿里
- 神永レオ：汐崎アイル

第2章 （主な人物4名）
- 秋村達也：森本亮治
- 葉月佑菜：芳賀優里亜
- 葉月カズ：塩澤英真
- 木原春香：松原渓

第3章 （主な人物6名）
- 松浦くるみ：川原真琴
- 汐崎青空：荻野なお
- 青山瑞樹：浅木一華
- 鈴木沙弥香：一宮里菜
- 中村恭子：野沢和香
- 佐伯マリア：上原歩

第4章 （主な人物4名）
- 葛城慧：河合龍之介
- 真木かなで：熊井幸平
- 不城和己：森山栄治
- 小橋宗雄：伊藤克信

## スタッフ
- プロデューサー：花村佳代子、男全修二、上野境介
- 制作プロダクション：トルネード・フィルム
- 製作：フォーサイド・ドット・コム[2]、ポニーキャニオン、トルネード・フィルム
- 主題歌：CASSIS[1]「STAND UP」（作詞：yuko、作曲・編曲：Sin）

### 第1章 「翼のカケラ」
- 監督：吉田浩太
- 脚本：村川康敏
- 音楽：佐藤悠輔

### 第2章 「サヨナラのメロディ」
- 監督：吉田浩太
- 脚本：田中智章
- 音楽：佐藤悠輔

### 第3章 「制服のイブ」
- 監督：安藤尋
- 脚本：及川真実
- 音楽：碇英記

### 第4章 「運命のコドウ」
- 監督：横山一洋
- 脚本：村川康敏
- 音楽：佐藤悠輔